# Georgij Vasil'evič Sviridov
Georgij Vasil'evič Sviridov (in russo Гео́ргий Васи́льевич Свири́дов?, con il patronimico traslitterato anche come Vasil'yevich, Vasilievich o Vasil'evich; Fatež, 16 dicembre 1915 – Mosca, 6 gennaio 1998) è stato un compositore neo-romantico sovietico.

## Biografia
Fu allievo di Dmitrij Šostakovič al conservatorio di San Pietroburgo. Ottenne il suo primo successo con la Poesia in memoria di Sergej Esenin, oratorio per soli, coro e orchestra del 1956, la cui partitura fu rivista nel 1959.
Nella sua produzione vocale si sforzò di fondere intimamente musica e parole. Nel 1970 fu promosso come "Artista del popolo", nel 1975 come "Eroe del Lavoro Socialista" e vinse per ben due volte il premio Lenin.